# Boishakh

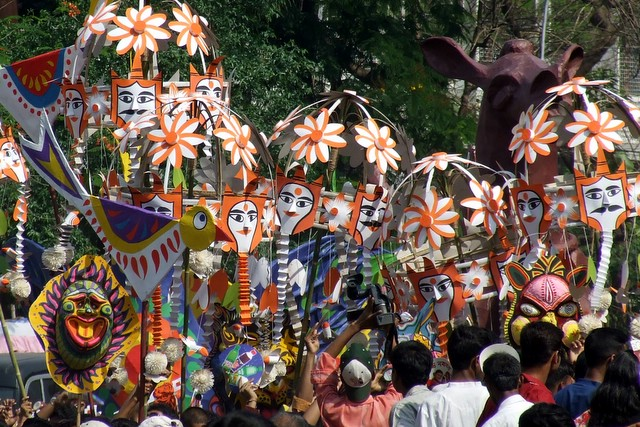
Celebrazione Pohela Boishakh a Dacca

Boishakh (in bengali বৈশাখ, in sylheti boishakh/bohag, in nepalese बैशाख, bôishakh, baishakh) è il primo mese del calendario assamese, del calendario bengalese e del calendario nepalese. Questo mese si trova tra la seconda metà di aprile e la prima metà di maggio.

## Storia
Il nome del mese deriva dalla posizione del Sole vicino alla stella Bishakha (বিশাখা). Il primo giorno di Boishakh è celebrato come il Pôhela Bôishakh o Capodanno bengalese. Il giorno è osservato con programmi culturali, festival e carnevali in tutto il paese. Il giorno di è anche l'inizio di tutte le attività commerciali in Bangladesh e nei vicini stati indiani del Bengala Occidentale e del Tripura. I commercianti iniziano un nuovo libro contabile fiscale chiamato হালখাতা Halkhata. La contabilità nella Halkhata inizia solo dopo questo giorno. È celebrato con dolci e regali con i clienti.
Il mese di Boishakh segna anche l'inizio ufficiale dell'estate. Il mese è noto per le tempeste pomeridiane chiamate Kalboishakhi (Nor'wester). Le tempeste di solito iniziano con forti raffiche da nord-ovest verso la fine di una giornata calda e causano una distruzione diffusa.
Boishakh è il mese in cui diventano disponibili molti frutti di stagione, in particolare mango, anguria e giaca. I manghi verdi e acerbi sono una prelibatezza particolare del mese.